# Asbach (Westerwald)

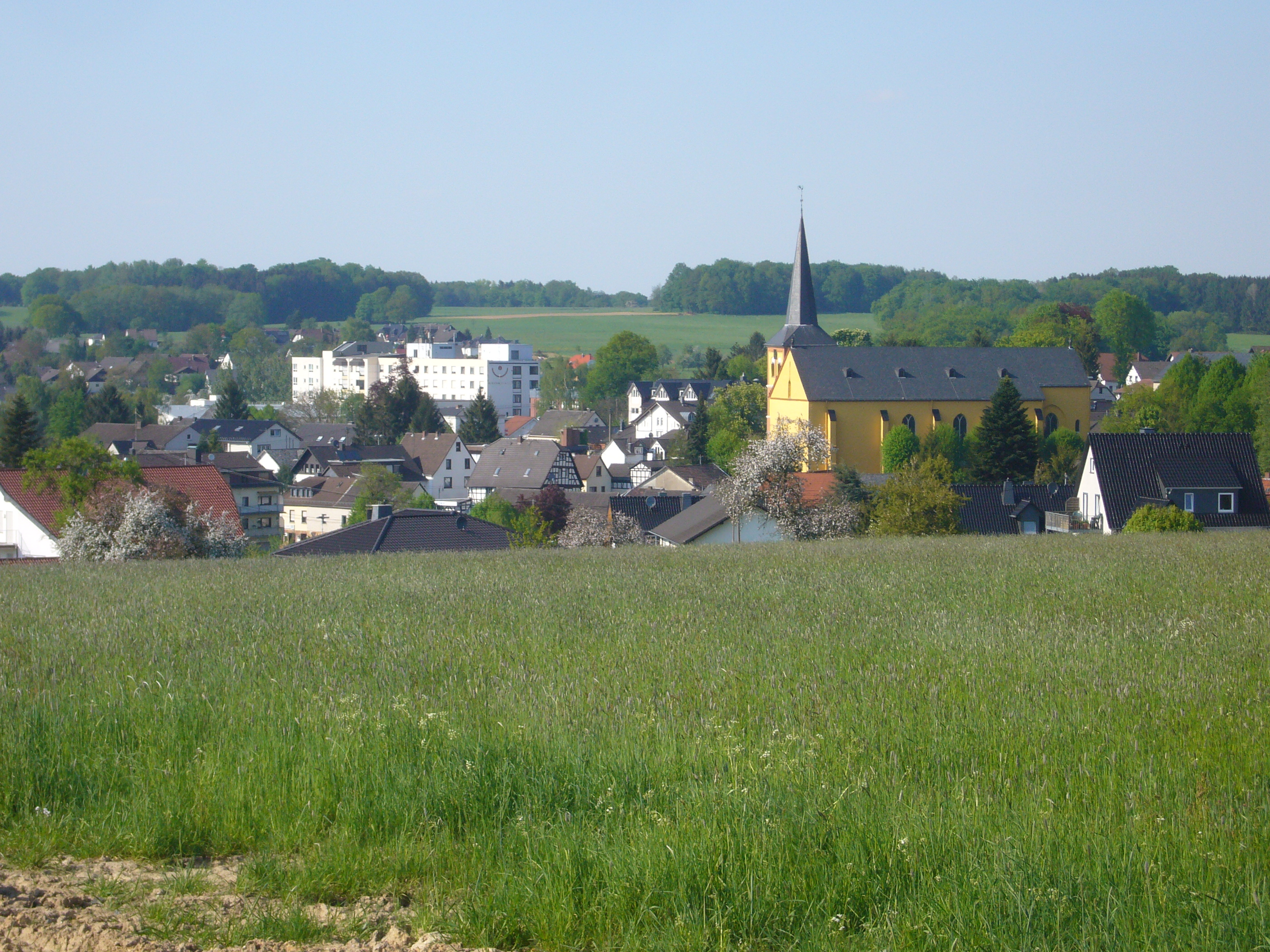
Hauptort Asbach, Blick aus Richtung Südwesten

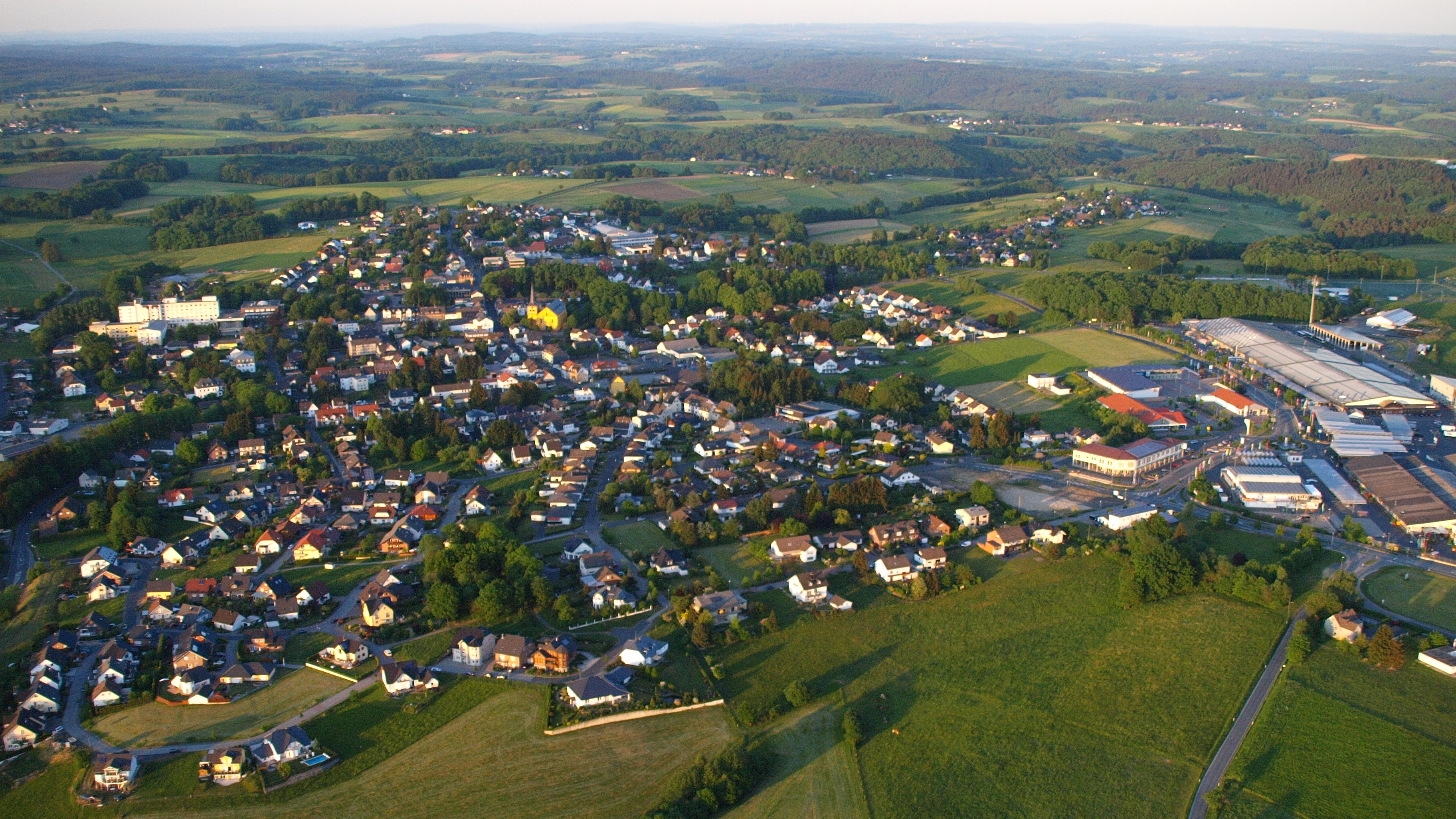
Asbach (Westerwald)

Asbach ist eine Ortsgemeinde im Landkreis Neuwied in Rheinland-Pfalz. Sie ist Verwaltungssitz der Verbandsgemeinde Asbach, der sie auch angehört.

## Geographie

### Geographische Lage
Asbach liegt im Naturpark Rhein-Westerwald in der Nähe des angrenzenden Naturparks Bergisches Land. Die Gemeinde grenzt im Nordwesten an die Stadt Königswinter im Rhein-Sieg-Kreis (in Nordrhein-Westfalen) sowie im Osten an die Verbandsgemeinde Altenkirchen-Flammersfeld im Kreis Altenkirchen. 
Die im Norden, Südwesten und Westen angrenzenden Gemeinden Buchholz, Neustadt (Wied) und Windhagen gehören der Verbandsgemeinde Asbach an.
Geographisch liegt Asbach mit jeweils knapp 25 Kilometern Entfernung zwischen der Kreisstadt Neuwied und der Bundesstadt Bonn.

### Gemeindegliederung
| Ortsteil/Wohnplatz | Einwohner |
| Altenburg          | 274       |
| Altenhofen         | 177       |
| Asbach             | 3.313     |
| Bennau             | 196       |
| Bennauermühle      | 2         |
| Büsch              | 39        |
| Dasbach            | 23        |
| Diefenau           | 4         |
| Dinspel            | 33        |
| Ditscheid          | 10        |
| Drinhausen         | 90        |
| Ehrenstein         | 3         |
| Germscheid         | 390       |
| Graben             | 4         |
| Heckenhahn         | 14        |
| Heide              | 203       |
| Hinterplag         | 159       |
| Hofen              | 14        |
| Hussen             | 229       |
| Kalscheid          | 49        |
| Kaltehöhe          | 2         |
| Kapaunsmühle       | 4         |
| Köttingen          | 73        |

| Ortsteil/Wohnplatz | Einwohner |
| Krankel            | 176       |
| Krumbach           | 25        |
| Krumbachsmühle     | 3         |
| Krumscheid         | 85        |
| Limbach            | 459       |
| Limberg            | 14        |
| Löhe               | 273       |
| Meierseifen        | 8         |
| Niedermühlen       | 22        |
| Oberplag           | 184       |
| Pees               | 18        |
| Rauenhahn          | 51        |
| Rauenhahnermühle   | 5         |
| Reeg               | 4         |
| Rindhausen         | 76        |
| Schluten           | 3         |
| Schöneberg         | 251       |
| Sessenhausen       | 138       |
| Straßen            | 91        |
| Thelenberg         | 69        |
| Wester             | 16        |
| Wilsberg           | 63        |
| Zurheiden          | 97        |

Stand 31. Dezember 2009

### Klima
Der Jahresniederschlag beträgt 952 mm.

## Geschichte
Der Ort Asbach ist in der Zeit der fränkischen Landnahme zwischen 600 und 900 entstanden. Hierauf deuten der Ortsname, heute noch mundartlich „Asbich“, sowie der sogenannte „Frankenwall“ hin. Der Ortsname, alte Schreibweise „Aspach“, ist nicht von einem Wasserlauf hergeleitet, sondern bezeichnet einen Siedlungsplatz, der von Anfang an in Form eines kleinen Weilers und nicht aus einem Gehöft entstand.
Asbach wurde nach 1180 erstmals urkundlich erwähnt. Im Mirakelbuch von Siegburg und in einer Schenkungsurkundes des Kölner Erzbischofs Philipp von Heinsberg. Philipp schenkte 1183 der Kölner Abtei St. Pantaleon den „Rottzehnt zu Elsaff in der Pfarrei Asbach“. Der Rottzehnt wurde auf neu gerodete Flächen erhoben.

### Kurkölnische Zeit
Mitte des 13. Jahrhunderts kam das Kirchspiel Asbach zusammen mit weiteren in den Besitz des Erzstifts Köln. Die kinderlose und verwitwete Gräfin Mechthild von Sayn schenkte den Kölner Erzbischof Konrad von Hochstaden Ländereien aus ihrem mütterlichen Erbe. Das Kirchspiel Asbach wurde später dem kurkölnischen Amt Altenwied zugeordnet, zu diesem gehörten auch die Kirchspiele Neustadt und Windhagen. Das Kirchspiel Asbach gliederte sich in vier Honnschaften und das Kirchdorf Asbach. Das Kirchdorf umfasste nur den Bezirk innerhalb des Walls.
Im 16. Jahrhundert wurde Asbach Sitz des Landgerichts des Amtes Altenwied.
Nach dem Dreißigjährigen Krieg ließ der Kölner Kurfürst Maximilian Heinrich von Bayern im Jahre 1660 eine Bestandsaufnahme der Ortschaften und Höfe im Amt Altenwied durchführen. Hierbei wurden für das Kirchspiel Asbach aufgezählt:
- „Kirchdorf zu Aspach“:

Im Kirchdorf Asbach selbst befanden sich „sambt dem Withumbshof fünf Höf sambt Gärten“.
- „Elsaffter Honschaft“:

In Elsafft selbst bestanden zwei Höfe; dazu kamen der Hof auf dem Broch, der Hof auf der Seusen Wiesen (Sauerwiese?) und der Hof im Diebenseiffen (Diepenseifen). Nur je ein Hof bestand in Rauenhaen (Rauenhahn), in Hecken (Heckenhahn), auf dem Dammich (Dammig) und auf dem Haedtgen. Je zwei Höfe befanden sich in Meyersseiffen (Meierseifen), am Limperg (Limberg), in Peeß, in Buchholtz, auf dem Weddenbroch (Wertenbruch), in Krautscheid und zu den Eichen. Je drei Höfe gab es in Wahl, in der Bennau, in Rinthausen (Rindhausen), in Solscheid und auf dem Hammelshahn. Vier Häuser zählte man in Köttingen, in Busch und in Seiffen. Walgenbach hatte sechs, Büllesbach acht, Germerscheidt neun und Drinhausen sowie Jungeroth hatten je zehn Höfe. Von den Walgenbacher Höfen gehörte einer dem Erzstift. Hinzu kam noch der Schloderhof. Teilweise gehören die hier genannten Orte und Wohnplätze heute zur Ortsgemeinde Buchholz.
- „Grießenbacher Honschaft“:

In Barrich und auf dem Schilberg stand je ein Hof. In Wallau gab es zwei, in Irmerroth drei, in Oberscheidt vier, in Mendt, Elsafft (Elsaff) und Hortenbach je fünf und in Greißenbach (Griesenbach) neun Höfe. Es fällt auf, dass Ellsafft auch in der „Elsaffter Honschaft“ und Greißenbach auch in der „Schönenberger Honschaft“ aufgeführt werden. Alle hier genannten Orte und Wohnplätze gehören heute zur Ortsgemeinde Buchholz.
- „Limpacher Honschaft“:

In Löhe waren vier Höfe und der Hof in der Tunken. Im Limpach (Limbach) und Oberlimpach zählte man zusammen sieben Höfe. In Wester bestand nur der erzstiftische Hof. In Crumbach (Krumbach) gab es nur einen Hof. Zwei Höfe wurden auf dem Graben gezählt; drei in Dittscheidt, in Hausen (Hussen) und zur Heyden (Zurheiden), vier in Parscheidt und acht in Sessenhausen.
- „Schönenberger Honschaft“:

In Schönenberg selbst wurden 15 Höfe gezählt, worunter sich ein erzstiftischer befand; ferner gab es dort noch den Hof zu Uckersseiffen und den Hof Diebenau (Diefenau). Neun Höfe wurden für Aldenburg (Altenburg) gemeldet, dazu noch der Hof auf der Kelder Höhe (Kaltehöhe) und der Hof zum Reeg. In Altenhoven (Altenhofen) bestanden fünf Höfe, zu denen noch der Hof Niedermühlen kam. Je zwei Höfe fanden sich in Kranckell (Krankel), Dinspell (Dinspel) und Wielsberg, je vier in Krumscheidt und Thielenberg (Thelenberg), fünf in Kalscheid und je sechs in Grießenbach und Plag. Ferner bestand der Hof zu Uttgenbach.
- „Unterherrlichkeit Ehrenstein“:

Hier gab es neben der Burg und dem Kloster drei Höfe und eine zerstörte Mühle. Ehrenstein war eine eigenständige Pfarrei.

### Wied-Runkelsche und Nassauische Zeit
1803 wurde auch der rechtsrheinische Teil des Kurfürstentums Köln aufgelöst. Im Reichsdeputationshauptschluss vom 25. Februar 1803 wurde nach Artikel 21 dem Fürsten Karl Ludwig Friedrich Alexander zu Wied-Runkel für seinen, infolge der französischen Revolutionskriege, entstandenen Verlust der Grafschaft Kriechingen u. a. das vormals kurkölnische Amt Altenwied zugesprochen. Im Zusammenhang mit dem 1806 auf Initiative Napoleons I. gebildeten Rheinbund kamen die wied-runkelschen, so wie die wied-neuwiedischen, Gebiete zum Herzogtum Nassau. Das nunmehr nassauische Amt Altenwied und damit das Kirchspiel Asbach gehörte zum neu eingerichteten Regierungsbezirk Ehrenbreitstein.

### Preußische Zeit
Aufgrund der Beschlüsse auf dem Wiener Kongress fielen 1815 wesentliche Teile des Rheinlands an das Königreich Preußen. Zeitgleich erhielt Preußen vom Herzogtum Nassau im Austausch gegen andere Gebiete auch die nördlichen nassauischen Landesteile, zu denen das Amt Altenwied und das Kirchspiel Asbach gehörten. Asbach wurde Teil der preußischen Provinz Großherzogtum Niederrhein und 1822 der Rheinprovinz. 1816 ordnete Preußen die Verwaltungsstrukturen bezüglich der Landesverwaltung neu. Die Provinzen wurden in Regierungsbezirke und Kreise eingeteilt, diese wiederum im Bürgermeistereien, denen jeweils eine Anzahl von Gemeinden zugeordnet waren. Das Kirchdorf Asbach wurde Verwaltungssitz der gleichnamigen Bürgermeisterei, zu welcher von 1823 an die Honnschaften bzw. später die Gemeinden Elsaff, Griesenbach, Krautscheid, Limbach, Rederscheid, Schöneberg und Windhagen gehörten. Der Ort und die Bürgermeisterei Asbach wurden dem Kreis Neuwied im Regierungsbezirk Koblenz zugeordnet. Weil die alten Ämter Altenwied und Neuerburg 1803 dem Fürsten zu Wied-Runkel gehörten, wurde dieses Gebiet und damit auch Asbach zusammen mit den eigentlichen wiedischen Gebieten bezüglich der kommunalen Verwaltung der fürstlich-wiedischen Regierung unterstellt. Die gleichzeitige preußische Verwaltung beschränkte sich auf Hoheits-, Militär- und Steuerangelegenheiten. Erst nachdem Hermann Fürst zu Wied 1848 seine Rechte an den Preußischen König abtrat, war die preußische Verwaltung auch für kommunale Angelegenheiten zuständig.
Der Ort Asbach, der zur wiedisch-preußischen Zeit immer noch nur aus dem Kirchdorf und wenigen Häusern bestand, war zunächst der Honnschaft bzw. später der Gemeinde Elsaff zugeordnet. Erst 1858 wurde aus dem Kirchdorf Asbach und Walgenbach (bis dahin Teil der Gemeinde Elsaff) sowie Parscheid (vorher Gemeinde Limbach) als eigenständige Gemeinde gebildet.

### Gebietsänderungen
Die heutige Ortsgemeinde Asbach wurde am 16. März 1974 aus den bis dahin selbständigen Gemeinden Asbach (1.106 Einwohner), Limbach (1.105 E.), Schöneberg (1.662 E.) und einem Teil von Elsaff (1.022 E.) neu gebildet. Bereits zum 7. November 1970 wurden die beiden Weiler Dasbach und Heckenhahn aus der Gemeinde Rott im Landkreis Altenkirchen in die Gemeinde Schöneberg eingegliedert.

### Konfessionsstatistik
2005 waren von den Einwohnern 61,4 % römisch-katholisch, 18,6 % evangelisch und 21,0 % waren konfessionslos oder gehörten einer anderen Glaubensgemeinschaft an.  Ende Mai 2025 waren 42,7 % der Einwohner katholisch und 14,4 % evangelisch. 42,8 % gehörten entweder einer anderen Glaubensgemeinschaft an oder waren konfessionslos.

## Politik

### Gemeinderat
Der Gemeinderat in Asbach besteht aus 24 Ratsmitgliedern, die bei der Kommunalwahl am 9. Juni 2024 in einer personalisierten Verhältniswahl gewählt wurden, und dem ehrenamtlichen Ortsbürgermeister als Vorsitzendem. Mit der Wahl 2024 erhöhte sich die Zahl der Ratsmitglieder gemäß rheinland-pfälzischen Kommunalwahlrecht von 22 auf 24, da die Einwohnerzahl von Asbach am Stichtag über 7500 lag.
Die Sitzverteilung im Gemeinderat:
| Wahl | SPD | CDU | Grüne | FDP | FWG * | Dahl * | WGD | Gesamt   |
| ---- | --- | --- | ----- | --- | ----- | ------ | --- | -------- |
| 2024 | 2   | 8   | 3     | 1   | 2     | 8      | –   | 24 Sitze |
| 2019 | 5   | 12  | –     | 2   | 3     | –      | –   | 22 Sitze |
| 2014 | 5   | 14  | –     | 1   | 2     | –      | –   | 22 Sitze |
| 2009 | 4   | 14  | –     | 1   | 2     | –      | 1   | 22 Sitze |
| 2004 | 3   | 17  | –     | 0   | 1     | –      | 1   | 22 Sitze |

### Gemeindebürgermeister
Gemeinde- bzw. Ortsbürgermeister seit 1946:
- 1946–1957: Johann Dittscheid, Asbach
- 1957–1968: Philipp Limbach, Asbach
- 1968–1974: Heinz Brockmann, Asbach
- 1974–1983: Franz Winggen, Krankel
- 1983–1990: Edmund Buchholz, Krumscheid
- 1990–2011: Helmut Reith, Niedermühlen
- seit 2011: Franz-Peter Dahl, Altenburg

Bei der Direktwahl am 26. Mai 2019 wurde Franz-Peter Dahl (seit Ende 2023 parteilos, vorher CDU) als einziger Bewerber mit einem Stimmenanteil von 86,40 % für weitere fünf Jahre in seinem Amt bestätigt. Bei der Direktwahl am 9. Juni 2024 konnte er sich gegen zwei weitere Kandidaten von CDU und FWG im ersten Wahlgang mit 65,6 % der Stimmen durchsetzen.

## Kultur und Sehenswürdigkeiten

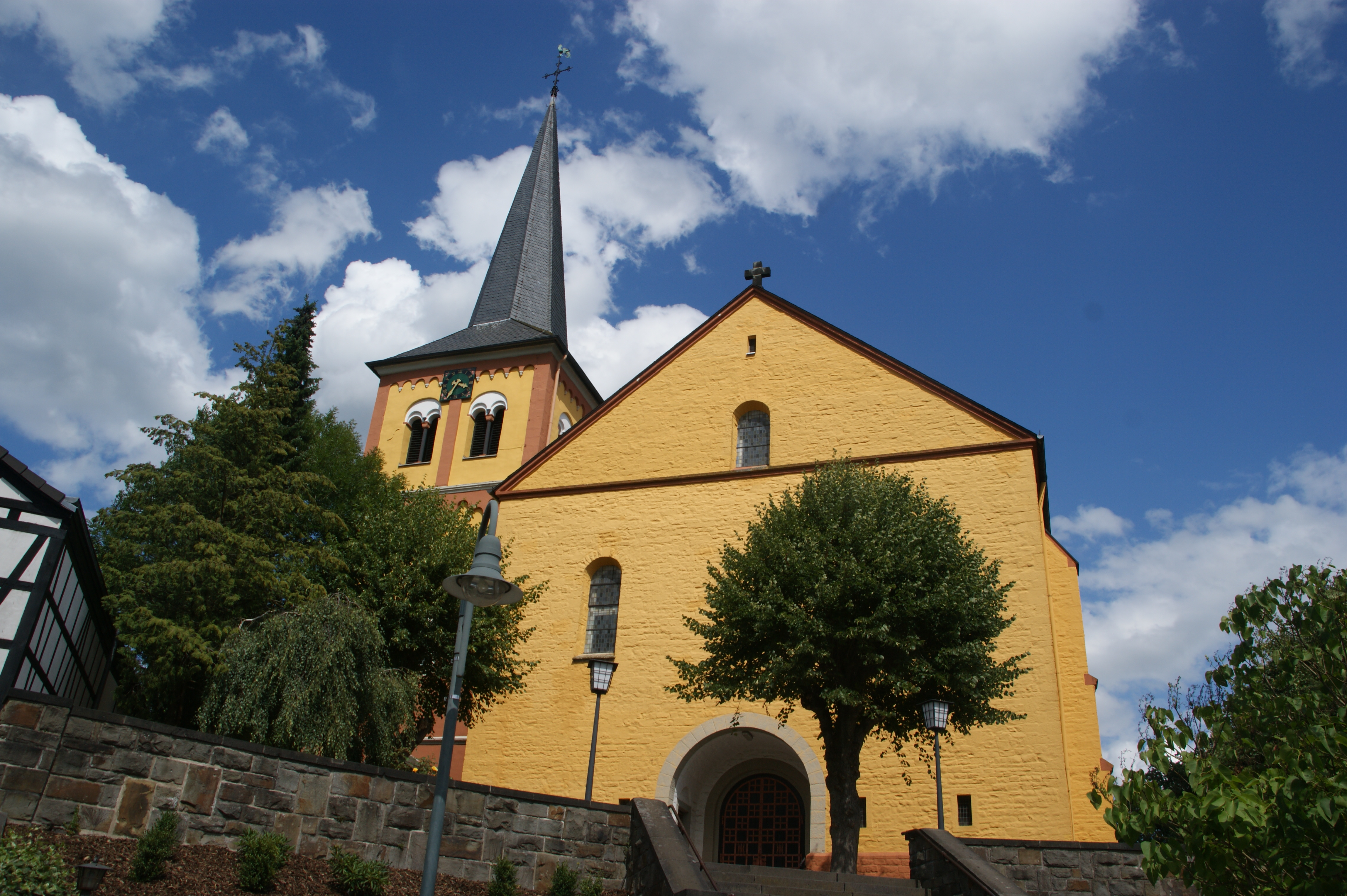
St. Laurentius

### Pfarrkirche
1237 wurde erstmals eine Kirche an der Stelle der heutigen katholischen Pfarrkirche St. Laurentius erwähnt. Im 19. Jahrhundert musste das romanische Gotteshaus wegen der Zunahme der Gläubigen und wegen Baufälligkeit einem Neubau weichen. 1866 wurde die alte Kirche bis auf den Turm abgebrochen und ein neugotisches, dreischiffiges Kirchengebäude nach Plänen des Kölner Architekten Vincenz Statz errichtet, das 1871 geweiht wurde. Vier Fenster mit figürlichen Darstellungen wurden von der Köln-Lindenthaler Glasmalerei Schneiders und Schmolz angefertigt.
Der Bau hatte nur bis März 1945 Bestand – durch Bomben und Granatenbeschuss wurde er weitgehend zerstört; lediglich der romanische Turm blieb erhalten. Unter großen Mühen konnte die Kirche wieder aufgebaut und im Jahr 1951 geweiht werden.
Sehenswert ist der romanische Taufstein, wie der Turm vom Beginn des 13. Jahrhunderts, der die Form eines Kelches hat und reich verziert ist. Im ersten Turmgeschoss befindet sich eine Kapelle mit einem ursprünglich aus der Bauzeit stammenden Kreuzgratgewölbe, das nach Einsturz 1972 rekonstruiert wurde. In der Kapelle ist eine etwa aus dem 16. Jahrhundert stammende Pietà zu sehen. Auf der Empore steht eine zweimanualige Orgel mit Pedal und 33 Registern, die 1991 vom Orgelbauer G. Christian Lobback gebaut wurde.

### Museen

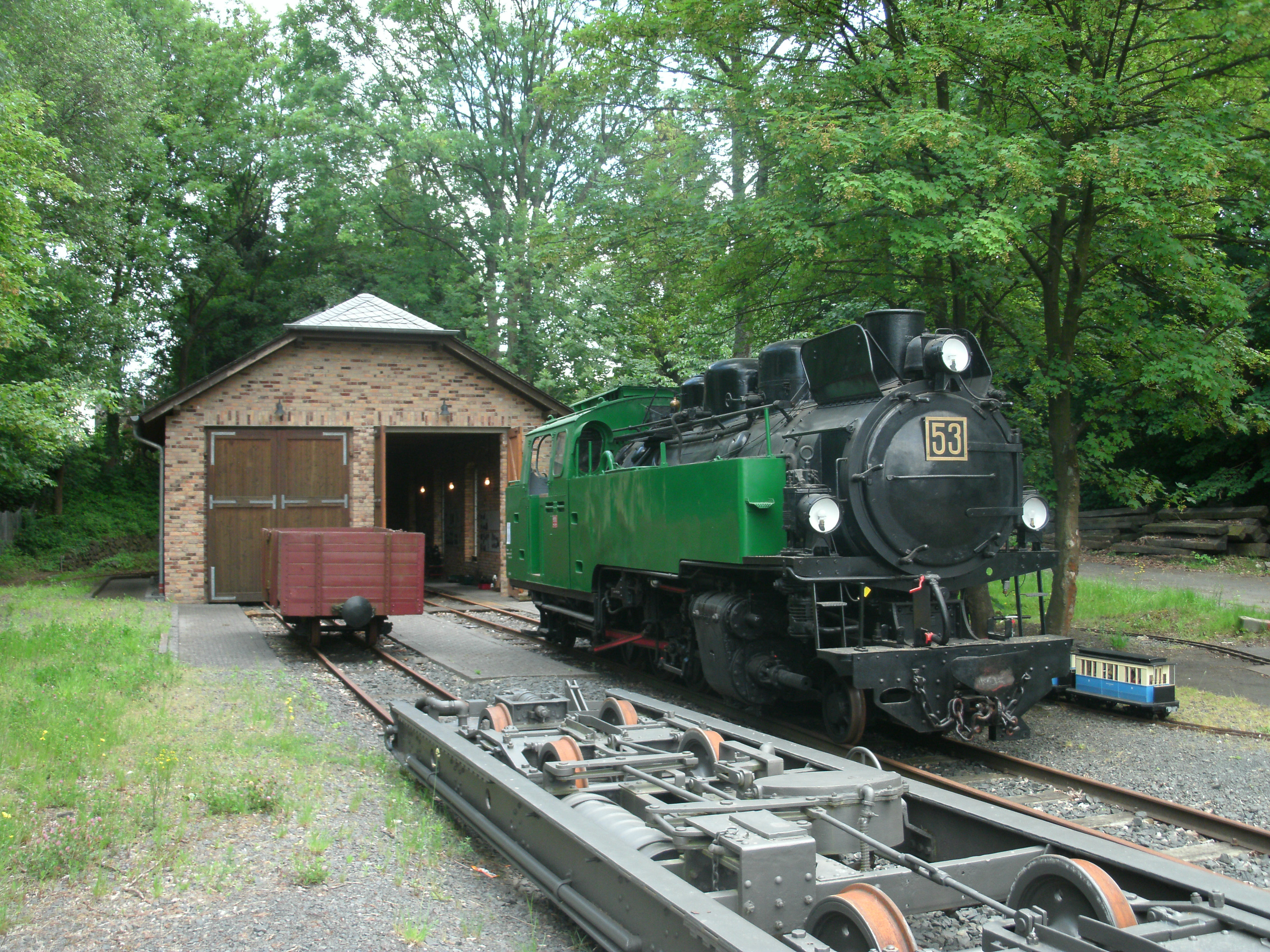
Das RSE-Museum Asbach

Einziges Museum in Asbach ist das Eisenbahnmuseum über die Bröltalbahn. Es wurde im Jahr 2000 eröffnet und zeigt auf dem ehemaligen Bahnhofsgelände verschiedene Fahrzeuge (u. a. Lok 53), Exponate und Dokumente über die Bröltalbahn/Rhein-Sieg-Eisenbahn (RSE) aus. Die Gemeinde erwarb den Lokschuppen zwischenzeitlich und brachte hier ihren Bauhof unter. Sie traf auf der Suche nach einer weiteren Verwendung des Lokschuppens auf Wolfgang Clössner († 2015), der eine passende Unterstellmöglichkeit für seine RSE-Dampflok 53 suchte.
Mithilfe der ehrenamtlichen Vereinsmitglieder und des Bauhofes der Gemeinde wurde ein ca. 100 Meter langes Stück Gleis mitsamt Bahnübergang auf dem ehemaligen Asbacher Bahnhofsgelände zum Rangieren und Präsentieren der Fahrzeuge wieder aufgebaut, welches 2012 verlängert wurde. Mittlerweile wurde auch das Empfangsgebäude von der Gemeinde erworben und saniert. In der unteren Etage werden verschiedene Ausstellungen des Museums untergebracht, das Obergeschoss wird als Privatwohnung genutzt.
Aufgrund der nötigen Sanierung des 20 Jahre alten Gleises wurde im Winter 2022/23 mit der inzwischen möglichen weitgehend originalgetreuen Rekonstruktion der Gleisanlage des Bahnhofs begonnen. 
Das Museum öffnet an jedem 2. Sonntag im Monat, der Eintritt ist frei.

### Sport
- Der größte Sportverein in Asbach ist der TuS 1882 Asbach e. V.

Er ist in die Sportarten: Volleyball, Fußball, Badminton und Breitensport eingeteilt.
- Tennisclub Asbach
- Tischtennis Freunde Asbacher Land
- SchachFreunde Asbacher Land
- Budoclub Bushido e. V.

## Wirtschaft und Infrastruktur

### Wirtschaft
In Asbach gibt es mehrere kleine Geschäfte. Jedoch befindet sich das Hauptgeschäftszentrum im Gewerbegebiet. In diesem Gewerbegebiet gibt es mehrere Discounter und mit dem „Vorteil-Center“ ein eigenständiges, keiner der großen Handelsketten angehöriges, Einkaufszentrum. Es umfasst, neben dem SB-Warenhaus, unter anderem auch einen Baumarkt, einen Elektronikmarkt, eine Parfümerie, ein Fitnessstudio, eine Eis- und Veranstaltungshalle, eine Kartbahn und ein Kino mit fünf Sälen sowie seit 2024 eine Prüfstelle des TÜV Rheinland.

### Verkehr

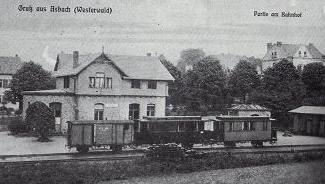
Bahnhof der Bröltalbahn auf einer Postkarte von 1901

Nördlich der Gemeinde verläuft die Bundesstraße 8, welche von Limburg an der Lahn nach Siegburg führt. Die nächste Autobahnanschlussstelle ist Bad Honnef/Linz an der Bundesautobahn 3.
Nächstgelegener ICE-Bahnhof ist Siegburg/Bonn an der Schnellfahrstrecke Köln–Rhein/Main.
Mit der Verlängerung der Bröltalbahn (Schmalspurbahn) Hennef – Buchholz nach Asbach am 15. August 1892 erhielt Asbach einen Bahnhof, welcher als Streckenendpunkt mit Lokschuppen, Empfangsgebäude und Güterschuppen ausgestattet war. Als sich jedoch in den 50er Jahren der Personenverkehr auf die Straße verlagerte, wurde am 1. August 1956 auch der Personenverkehr von Hennef nach Asbach eingestellt, am 1. Dezember 1959 folgte der Güterverkehr und anschließend die Streckenstilllegung. Der Lokschuppen war nach der Betriebseinstellung der Bahn anfangs noch als Linienbusdepot durch die RSE genutzt worden, der Bahnhof zwischenzeitlich als Privatwohnung, mittlerweile befindet er sich allerdings in Besitz der Gemeinde und wurde saniert und zu einem Ausstellungsraum umfunktioniert.
Seit der Einstellung des Personenverkehrs verkehren nur noch verschiedene Buslinien u. a. nach Bad Honnef und nach Eitorf, am Asbacher Marktplatz befindet sich ein kleiner Busbahnhof. In Unkel, Bad Honnef und Eitorf befinden sich heute die nächsten Bahnhöfe, von wo Verbindungen nach Bonn, Köln, Koblenz (ab Unkel bzw. Bad Honnef) und Siegen (ab Eitorf) bestehen. Seit 2000 wird das Bahnhofsgelände als Eisenbahnmuseum genutzt (siehe Museen).
Eine Schnellbuslinie verbindet Asbach mit Bad Honnef, von wo ebenfalls Anschluss an die Linie 66 (Siebengebirgsbahn) der Stadtbahn Bonn besteht.

### Öffentliche Einrichtungen
Im Ort befindet sich die „Kamillus-Klinik“, eine Spezial-Klinik für Multiple-Sklerose-Kranke mit Planbetten im neurologischen Bereich, einem modern eingerichteten Schlaflabor und einer inneren Abteilung. Träger des Krankenhauses ist der katholische Frauenorden „Töchter des heiligen Kamillus“.

## Persönlichkeiten
- Auguste Kirchhoff (* 1867; † 1940), Frauenrechtlerin, in Asbach geboren
- Achim Hallerbach (* 1966), Politiker (CDU), seit 2018 Landrat des Kreises Neuwied, lebt in Asbach
- Peter Wittkamp (* 1981), Autor, in Asbach geboren
- Volker Wittkamp (* 1983), Arzt und Autor, in Asbach aufgewachsen
- Daniel Buballa (* 1990), Fußballspieler, in Asbach aufgewachsen